# Pemra Özgen
Pemra Özgen (Istanbul, 8 maggio 1986) è una tennista turca.

## Carriera
Pemra Özgen ha vinto 18 titoli in singolare e 23 titoli nel doppio nel circuito ITF in carriera. Il 12 agosto 2019 si è piazzata in singolare al 184º posto, mentre il 14 ottobre 2013 è salita alla posizione numero 179 nel ranking di doppio.

## Statistiche ITF

### Singolare

#### Vittorie (18)
| Torneo $100.000 (0) |
| Torneo $80.000 (0)  |
| Torneo $75.000 (0)  |
| Torneo $60.000 (0)  |
| Torneo $50.000 (0)  |
| Torneo $25.000 (6)  |
| Torneo $15.000 (2)  |
| Torneo $10.000 (10) |

| N.  | Data             | Torneo                                     | Superficie  | Avversaria in finale | Punteggio         |
| 1.  | 17 luglio 2005   | ITF Women's Circuit Istanbul, Istanbul     | Cemento     | Radana Holušová      | 6–4, 6–3          |
| 2.  | 7 giugno 2008    | KültürPark Women's Circuit, Smirne         | Cemento     | Vivian Segnini       | 6–2, 7–6(5)       |
| 3.  | 14 giugno 2008   | ITF Women's Circuit Istanbul, Istanbul     | Cemento     | Ekaterine Gorgodze   | 6–4, 7–6(1)       |
| 4.  | 18 luglio 2009   | KültürPark Women's Circuit, Smirne         | Cemento     | Sandra Zaniewska     | 6-0, 6–4          |
| 5.  | 8 agosto 2010    | Cemil Alevli Cup, Gaziantep                | Cemento     | Jade Hopper          | 6-4, 6–4          |
| 6.  | 14 agosto 2010   | ITF Women's Circuit Istanbul, Istanbul     | Cemento     | Magali de Lattre     | 6-2, 5-0 rit.     |
| 7.  | 20 luglio 2013   | AEGON Pro Series Foxhills, Woking          | Cemento     | Tara Moore           | 3–6, 7–5, 7–6(10) |
| 8.  | 23 agosto 2014   | Kivenappa Ladies Cup, San Pietroburgo      | Terra rossa | Ema Mikulčić         | 6-1, 7-5          |
| 9.  | 20 marzo 2015    | ITF Women's Circuit Oslo, Oslo             | Cemento (i) | Justyna Jegiołka     | 2–6, 6–3, 7–6(5)  |
| 10. | 18 ottobre 2015  | Heraklion Hellenic Zeus Circuit, Heraklion | Cemento     | Fanny Östlund        | 6–0, 6–1          |
| 11. | 5 giugno 2016    | GD Tennis Cup, Adalia                      | Cemento     | Lou Brouleau         | 7-5, 6-2          |
| 12. | 30 ottobre 2016  | Jolie Ville Golf Women's, Sharm el-Sheikh  | Cemento     | Anastasia Pribylova  | 6-4, 7-5          |
| 13. | 19 novembre 2017 | Jolie Ville Golf Women's, Sharm el-Sheikh  | Cemento     | Shalimar Talbi       | 6–4, 6–2          |
| 14. | 26 novembre 2017 | Jolie Ville Golf Women's, Sharm el-Sheikh  | Cemento     | Barbara Bonic        | 6–2, 6–2          |
| 15. | 7 ottobre 2018   | Óbidos Ladies Open, Óbidos                 | Sintetico   | Gaia Sanesi          | 5-7, 6-4, 6-2     |
| 16. | 12 maggio 2019   | Óbidos Ladies Open, Óbidos                 | Sintetico   | Urszula Radwańska    | 7-5, 3-0 rit.     |
| 17. | 7 luglio 2019    | Seixal Ladies Open, Corroios-Seixal        | Cemento     | Océane Dodin         | 3-6, 6-4, 6-3     |
| 18. | 3 luglio 2022    | Porto Open, Porto                          | Cemento     | Eva Guerrero Álvarez | 6-3, 2-6, 6-2     |

### Doppio

#### Vittorie (23)
| Torneo $100.000 (0) |
| Torneo $80.000 (0)  |
| Torneo $75.000 (0)  |
| Torneo $60.000 (1)  |
| Torneo $50.000 (0)  |
| Torneo $25.000 (9)  |
| Torneo $15.000 (0)  |
| Torneo $10.000 (13) |

| No. | Data              | Torneo                                       | Superficie  | Partner                 | Rivali in finale                        | Risultato        |
| 1.  | 15 maggio 2004    | GD Tennis Cup, Adalia                        | Terra rossa | Gabriela Velasco Andreu | Kateryna Avdiyenko Oxana Lyubtsova      | 6-0, 6-2         |
| 2.  | 22 maggio 2004    | GD Tennis Cup, Adalia                        | Terra rossa | Gabriela Velasco Andreu | Kateryna Avdiyenko Oxana Lyubtsova      | 6-1, 6-4         |
| 3.  | 17 luglio 2005    | ITF Women's Circuit Istanbul, Istanbul       | Cemento     | Gabriela Velasco Andreu | Irina Buryachok Vasilisa Davydova       | 6–2, 6–3         |
| 4.  | 28 gennaio 2006   | Open GDF Suez De L'Isere, Grenoble           | Cemento (i) | Simona Matei            | Florence Haring Virginie Pichet         | 6-3, 7-5         |
| 5.  | 18 giugno 2006    | Montemor-o-Novo Ladies Open, Montemor-o-Novo | Cemento     | Anna Koumantou          | Neuza Silva Karoline Steiro             | w/o              |
| 6.  | 31 maggio 2008    | Cemil Alevli Cup, Gaziantep                  | Cemento     | Çağla Büyükakçay        | Volha Duko Ana Jikia                    | 2–0 rit.         |
| 7.  | 7 giugno 2008     | KültürPark Women's Circuit, Smirne           | Cemento     | Çağla Büyükakçay        | Emilia Arnaudovska Yuliana Umanets      | 6–2, 6–0         |
| 8.  | 23 agosto 2008    | Trofeo Torrisi Crea, Trecastagni             | Terra rossa | Emily Hewson            | Valeria Casillo Lilly Raffa             | w/o              |
| 9.  | 18 aprile 2009    | Shine Cup Belek, Adalia                      | Cemento     | Çağla Büyükakçay        | Tetyana Arefyeva Anastasiya Lytovchenko | 6–4, 6–2         |
| 10. | 24 luglio 2009    | ITF Women's Circuit Istanbul, Istanbul       | Cemento     | Manana Shapakidze       | Sofia Kvatsabaia Avgusta Tsybysheva     | 6–2, 6–2         |
| 11. | 1º maggio 2010    | GD Tennis Cup, Adalia                        | Terra rossa | Sandra Zaniewska        | Indire Akiki Martina Kubičíková         | 6–1, 6–2         |
| 12. | 19 giugno 2010    | Sommercup Koeln, Colonia                     | Terra rossa | Kateryna Avdiyenko      | Sarah Urbanek Alina Wessel              | 6–0, 6–2         |
| 13. | 19 marzo 2011     | GD Tennis Cup, Adalia                        | Terra rossa | Sandra Zaniewska        | Réka Luca Jani Martina Kubičíková       | 2–6, 7–5, [10–7] |
| 14. | 9 luglio 2011     | Schönbusch Open, Aschaffenburg               | Terra rossa | Yurika Sema             | Hana Birnerová Stephanie Vogt           | 6–4, 7–6(5)      |
| 15. | 28 ottobre 2011   | Freddie Krivine Women's Tournament, Netanya  | Cemento     | Çağla Büyükakçay        | Nicole Clerico Julia Glushko            | 7–5, 6–3         |
| 16. | 20 settembre 2012 | Open GDF SUEZ de Bretagne, Saint-Malo        | Terra rossa | Alyona Sotnikova        | Aleksandrina Najdenova Teliana Pereira  | 6–4, 7-6(6)      |
| 17. | 1º novembre 2012  | Republican Girls, Istanbul                   | Cemento (i) | Çağla Büyükakçay        | Nigina Abduraimova Ksenia Palkina       | 6-2, 6-1         |
| 18. | 20 settembre 2013 | AEGON Pro Series Shrewsbury, Shrewsbury      | Cemento (i) | Çağla Büyükakçay        | Samantha Murray Jade Windley            | 4–6, 6–4, [10–8] |
| 19. | 27 settembre 2013 | AEGON Pro Series Loughborough, Loughborough  | Cemento (i) | Çağla Büyükakçay        | Magda Linette Tereza Smitková           | 6–2, 5–7, [10–6] |
| 20. | 1º novembre 2013  | Republican Girls, Istanbul                   | Cemento (i) | Çağla Büyükakçay        | Sofia Šapatava Anastasyja Vasyl'eva     | 6–3, 6-2         |
| 21. | 16 maggio 2015    | ITF Women's La Marsa, La Marsa               | Terra rossa | İpek Soylu              | Sofia Šapatava Anastasyja Vasyl'eva     | 3–6, 6–3, [10–4] |
| 22. | 22 giugno 2015    | Helsingborg Ladies Open, Helsingborg         | Terra rossa | Bernarda Pera           | Ekaterine Gorgodze Cornelia Lister      | 6-2, 6-0         |
| 23. | 15 luglio 2018    | Reinert Open, Versmold                       | Terra rossa | Despina Papamichail     | Nina Stojanović Olga Danilović          | 1–6, 6–2, [10–4] |